# Sospiro (dolce)
Il Sospiro è un dolcetto tipico della Puglia e in particolare di Bisceglie e della Basilicata e in particolare a Stigliano nella provincia di Matera, consistente in pan di Spagna farcito di crema e rivestito di glassa. 
Esiste anche una versione sarda, nota anche come "sospiro di Ozieri"

## Storia

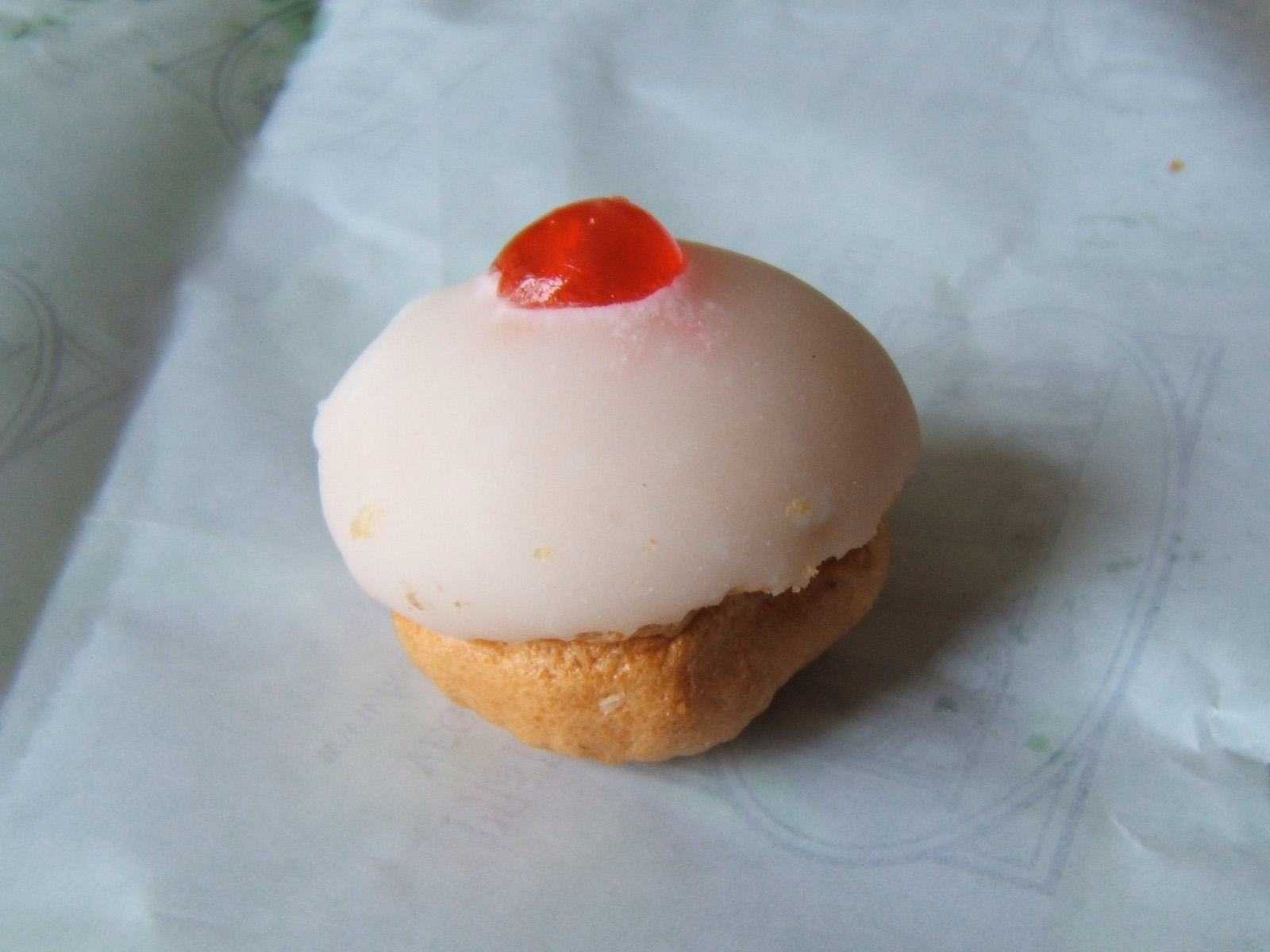
Un bocca di dama salentino

Una leggenda fa risalire l'origine del sospiro al XV secolo, sostenendo che le Clarisse producevano i cosiddetti "sospiretti delle monache", a base di pan di Spagna, farciti di crema e ricoperti di una glassa rosa. I sospiretti vennero preparati in occasione delle nozze tra Lucrezia Borgia e il conte di Conversano, ma la sposa non arrivò mai e il matrimonio venne a meno, mentre nel frattempo gli ospiti mangiarono questi dolci sospirando per l'attesa. 
Una leggenda alternativa racconta, invece, che un giovane innamorato preparò questi dolci riproducendo il seno della donna amata. 
Le origini secolari di questo dolce sono testimoniate dall'eremita Aleandro Baldi, il quale descrive il sospiro dicendo: "A Visceglia si confeciuma una zacchero assai gustoso e buono". 
Su questi dolci esistono anche degli aneddoti, tra i quali si presume che nella ricetta originaria si aggiungesse del rosolio (liquore di rose), oggi sostituito da alcune gocce di limone per dare freschezza. A confermare questa tesi può esserci l'etimologia della glassa, o giulebbe, che deriverebbe dall'arabo giulab (acqua di rose). Una testimonianza di ciò può essere fornita anche da Leandro Alberti, il quale, nella sua "Descrittione di tutta Italia" citò la produzione di un particolare zibibbo a Bisceglie, da taluno scambiato poi per giulebbe, che invece ricopre il pan di Spagna dei sospiri.

### I sospiri (L'dolc)
Una vera prelibatezza per il palato che da generazioni accompagna i momenti felici vissuti in famiglia.
Prodotto artigianalmente dalle storiche pasticcerie di Stigliano nelle varianti con farcitura di crema cioccolato o crema pasticcera.

## Tetta della monaca

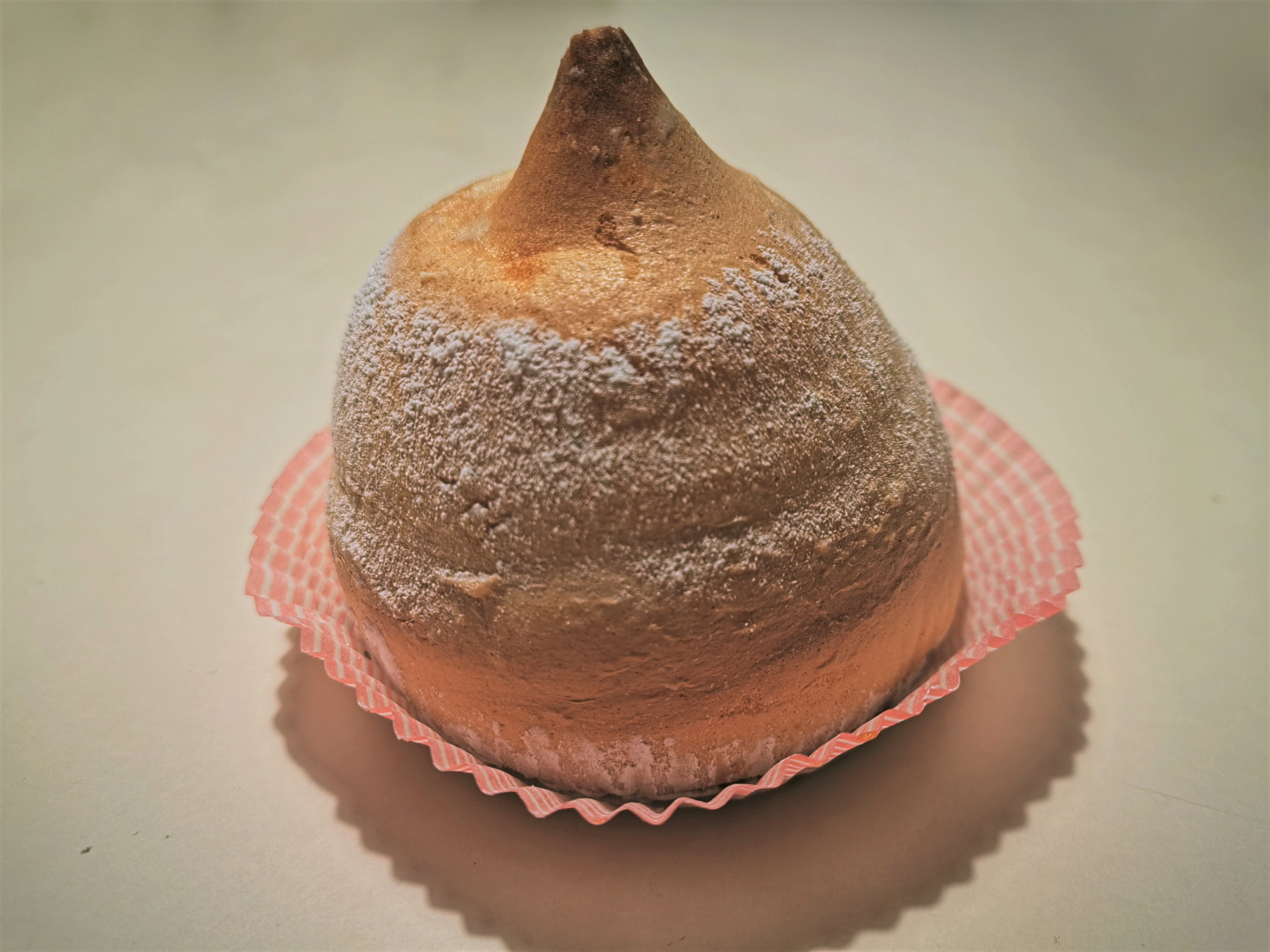
Tetta di monaca

Sono chiamati "sospiri" anche dei dolcetti tipici di Altamura, meglio noti come tette delle monache e così chiamati perché ricordano nella forma il seno femminile. Vengono chiamate anche sise o zizze delle monache, ma rispetto agli omonimi dolci abruzzesi differiscono per la forma sferica, anziché con tre protuberanze. Sono dolcetti a base di pan di Spagna, farciti di crema diplomatica, al limone, o chantilly e rivestiti di zucchero a velo. Non se ne conoscono con certezza le origini: c'è chi le fa risalire ai sospiri di Bisceglie (simili a questi, ma rivestiti di glassa); dei ricordi più folcloristici la attribuiscono ad un errore commesso da una suora mentre li preparava, suscitando un passante che definì il prodotto le minne de le suor; i più religiosi, invece la immaginano come omaggio a sant'Agata, martire a cui fu strappato il seno.